# Коростишівський провулок
Корости́шівський прову́лок — зниклий провулок, існував у Подільському районі міста Києва, місцевість Пріорка. Пролягав від Коростишівської вулиці до провулку Брюсова.

## Історія
Виник у 1-й половині XX століття під назвою 728-ма Нова вулиця. Назву Коростишівський (на честь міста Коростишева) провулок набув 1953 року. 
Ліквідований у зв'язку зі зміною забудови в 1-й половині 1980-х років.